# Jernalderen i Storbritannien
Jernalderen i Storbritannien er det konventionelle navn, som bruges inden for arkæologi i Storbritannien om forhistorisk og protohistorisk tid i jernalderkulturer på hovedøen og de mindre øer, normalt eksklusiv forhistorisk Irland, som havde en uafhængig jernalderkultur. Den tilsvarende periode i irsk arkæologi kaldes irsk jernalder. 
Jernalderen har ikke en arkæologisk horisont af ensartede artefakter, men består af flere forskellige lokale kulturelle faser.
Den britiske jernalder varede i teorien fra den første signifikante brug af jern til værktøj og våben i Storbritannien til romernes kultur i den sydlige del af øen. Den romerske kultur kaldes Romersk Britannien og betragtes som en erstatning af den britiske jernalder. Den irske jernalder sluttede med kristendommen.
Stammerne, der levede i Storbritannien i denne periode, bliver ofte betragtet som en del af den brede keltiske kultur, men i nyere tid er dette blevet anfægtet. "Keltisk" er lingvistisk et begreb uden en længerevarende kulturel samhørighed med gallere og de britiske øer i jernalderen. Det britanniske sprog der blev talt i Storbritannien på dette tidspunkt, samt andre inkluderer gælisk og gallisk fra hhv. Irland og Gallien tilhører gruppen de keltiske sprog. Man kan dog ikke antage at kulturelle egenskaber fra én keltisk-talende kultur kan bruges i andre.